# Grover Harmon
Grover Harmon, né le 9 août 1989, est un footballeur international cookien. Il évolue au poste de milieu de terrain au Tupapa Maraerenga.

## Biographie

### En club
Il participe à la Ligue des champions de l'OFC lors des saisons 2011-2012 et 2013-2014, avec son club de Tupapa Maraerenga. En sept matchs, il inscrit cinq buts.

### En équipe nationale
Grover Harmon débute sous le maillot de sa sélection nationale lors d'un match amical en 2009 contre les Tonga. Il inscrit son premier but international le 26 novembre 2011 contre cette même équipe, lors des éliminatoires de la Coupe du monde 2014.

## Palmarès
Il remporte le Championnat des Îles Cook en 2011, 2012 et 2014  et la Coupe des Îles Cook en 2013 avec le Tupapa Maraerenga FC.